# Pietro Paolo Virdis
Antonio Pietro Paolo Virdis, detto Pietro Paolo (Sindia, 26 giugno 1957), è un ex calciatore e allenatore di calcio italiano, di ruolo attaccante.

## Caratteristiche tecniche
Centravanti, nel corso della sua carriera in massima serie fallì soltanto un calcio di rigore.

## Carriera

### Giocatore

#### Club

Virdis (in piedi, secondo da destra) nella Juventus campione d'Italia 1981-1982

Attaccante, non ancora sedicenne gioca la sua prima stagione in prima squadra nella Serie D 1973-1974, segnando 11 gol con la maglia della Nuorese. L'anno successivo passa quindi al Cagliari di Gigi Riva, esordendo in Serie A il 6 ottobre 1974 in occasione del pareggio senza reti contro il L.R. Vicenza.. I primi gol nel massimo campionato arrivano invece nella stagione 1975-1976 (6 in 23 partite), ma non riescono ad evitare la retrocessione in B dei sardi. Rimane in Sardegna anche nel successivo torneo cadetto, nel quale si mette in evidenza segnando 18 gol.
Nell'estate del 1977, dopo una lunga trattativa alla quale inizialmente si oppone, viene ingaggiato dalla Juventus di Giovanni Trapattoni. Anche a causa di ciò fa fatica ad ambientarsi nei bianconeri, tuttavia conquista subito lo scudetto già nella prima stagione, quando ha per compagni di reparto Roberto Bettega e Roberto Boninsegna.
Dopo aver vinto anche la Coppa Italia 1978-1979 ed aver passato la stagione 1980-1981 in prestito al Cagliari, vince infine con i bianconeri un altro titolo nel 1982: in questa stagione disputa tutte le 30 gare di campionato segnando anche 9 gol, tuttavia a fine stagione viene ceduto all'Udinese per far posto a Paolo Rossi. In Friuli ritrova Franco Causio, già suo compagno di squadra a Torino, inoltre nel secondo anno arrivano anche Massimo Mauro e il fuoriclasse brasiliano Zico, che fa coppia con il connazionale Edinho: Virdis gioca con continuità in quel campionato e segna 10 reti.

Virdis al Milan nel 1985

Nuovo trasferimento nel 1984, quando passa al Milan di Nils Liedholm. Viene generalmente schierato titolare e realizza 8 gol complessivi nelle tre edizioni della Coppa UEFA a cui partecipa; questi lo rendono il miglior marcatore del club nella competizione per quasi trent'anni (viene prima eguagliato da André Silva e poi superato da Patrick Cutrone nel 2018). Conquista poi, con 17 centri, il titolo di capocannoniere nella Serie A 1986-1987, mentre nella stagione 1987-1988 la squadra viene rinforzata con gli arrivi di Carlo Ancelotti, Ruud Gullit e Marco van Basten.
Con i rossoneri guidati da Arrigo Sacchi vince un altro scudetto, e la sua doppietta a tre giornate dal termine contro il Napoli, fino a quel momento capolista, è decisiva in questo senso poiché permette ai milanisti di sorpassare i rivali nella corsa finale per il titolo. L'anno seguente, l'ultimo a Milano, partecipa anche alla Coppa dei Campioni nella quale segna 3 reti, ed è anche in campo nella ripresa della finale di Barcellona, che si conclude con il netto successo sulla Steaua Bucarest per 4-0.
Nel 1989 viene ceduto al Lecce di Carlo Mazzone, che vince la concorrenza dell'Udinese. Si ritira dal calcio nel 1991, dopo due stagioni in Serie A, l'ultima delle quali terminata però con la retrocessione.

#### Nazionale
Con la Nazionale Under-21 conta 8 presenze e un gol, mentre con la selezione olimpica ha preso parte alle Olimpiadi di Seoul.

### Allenatore
Abbandonata l'attività agonistica, ha conseguito la licenza per allenare. Ha guidato l'Atletico Catania e la Viterbese. Nel 2001 sostituisce Piero Cucchi alla guida della Nocerina, per la sua ultima esperienza in panchina.

### Dopo il ritiro
In seguito ha lavorato come commentatore televisivo; inoltre, gestisce l'enoteca/ristorante "Il Gusto di Virdis" a Milano.

## Riconoscimenti
Il Cagliari lo ha inserito nella sua Hall of Fame.

## Statistiche

### Presenze e reti nei club
| Stagione        | Squadra         | Campionato      | Campionato | Campionato | Coppe nazionali | Coppe nazionali | Coppe nazionali | Coppe continentali | Coppe continentali | Coppe continentali | Altre coppe | Altre coppe | Altre coppe | Totale | Totale |
| Stagione        | Squadra         | Comp            | Pres       | Reti       | Comp            | Pres            | Reti            | Comp               | Pres               | Reti               | Comp        | Pres        | Reti        | Pres   | Reti   |
| --------------- | --------------- | --------------- | ---------- | ---------- | --------------- | --------------- | --------------- | ------------------ | ------------------ | ------------------ | ----------- | ----------- | ----------- | ------ | ------ |
| 1973-1974       | Nuorese         | D               | 25         | 11         | -               | -               | -               | -                  | -                  | -                  | -           | -           | -           | 25     | 11     |
| 1974-1975       | Cagliari        | A               | 19         | 0          | CI              | 3               | 0               | -                  | -                  | -                  | -           | -           | -           | 22     | 0      |
| 1975-1976       | Cagliari        | A               | 23         | 6          | CI              | 4               | 0               | -                  | -                  | -                  | -           | -           | -           | 27     | 6      |
| 1976-1977       | Cagliari        | B               | 33+2       | 18         | CI              | 4               | 1               | -                  | -                  | -                  | -           | -           | -           | 39     | 19     |
| 1977-1978       | Juventus        | A               | 10         | 1          | CI              | 10              | 1               | CC                 | 4                  | 4                  | -           | -           | -           | 24     | 6      |
| 1978-1979       | Juventus        | A               | 23         | 6          | CI              | 7               | 3               | CC                 | 2                  | 1                  | -           | -           | -           | 32     | 10     |
| 1979-1980       | Juventus        | A               | 12         | 1          | CI              | 3               | 0               | CdC                | 2                  | 0                  | -           | -           | -           | 17     | 1      |
| 1980-1981       | Cagliari        | A               | 22         | 5          | CI              | 3               | 0               | -                  | -                  | -                  | TC          | 1           | 0           | 26     | 5      |
| Totale Cagliari | Totale Cagliari | Totale Cagliari | 97+2       | 29         |                 | 14              | 1               |                    | -                  | -                  |             | 1           | 0           | 114    | 30     |
| 1981-1982       | Juventus        | A               | 30         | 9          | CI              | 4               | 2               | CC                 | 3                  | 1                  | -           | -           | -           | 37     | 12     |
| Totale Juventus | Totale Juventus | Totale Juventus | 75         | 17         |                 | 24              | 6               |                    | 11                 | 6                  |             | -           | -           | 110    | 29     |
| 1982-1983       | Udinese         | A               | 16         | 2          | CI              | 0               | 0               | -                  | -                  | -                  | -           | -           | -           | 16     | 2      |
| 1983-1984       | Udinese         | A               | 29         | 10         | CI              | 5               | 0               | -                  | -                  | -                  | -           | -           | -           | 34     | 10     |
| Totale Udinese  | Totale Udinese  | Totale Udinese  | 45         | 12         |                 | 5               | 0               |                    | -                  | -                  |             | -           | -           | 50     | 12     |
| 1984-1985       | Milan           | A               | 28         | 9          | CI              | 12              | 4               | -                  | -                  | -                  | -           | -           | -           | 40     | 13     |
| 1985-1986       | Milan           | A               | 28         | 6          | CI              | 7               | 3               | CU                 | 6                  | 6                  | TE          | 2           | 1           | 43     | 16     |
| 1986-1987       | Milan           | A               | 28+1       | 17         | CI              | 6               | 1               | -                  | -                  | -                  | -           | -           | -           | 35     | 18     |
| 1987-1988       | Milan           | A               | 25         | 11         | CI              | 4               | 2               | CU                 | 4                  | 2                  | -           | -           | -           | 33     | 16     |
| 1988-1989       | Milan           | A               | 26         | 10         | CI              | 3               | 1               | CC                 | 6                  | 3                  | SI          | 0           | 0           | 35     | 14     |
| Totale Milan    | Totale Milan    | Totale Milan    | 135+1      | 54         |                 | 32              | 11              |                    | 16                 | 11                 |             | 2           | 1           | 186    | 77     |
| 1989-1990       | Lecce           | A               | 25         | 4          | CI              | 0               | 0               | -                  | -                  | -                  | -           | -           | -           | 25     | 4      |
| 1990-1991       | Lecce           | A               | 21         | 4          | CI              | 5               | 0               | -                  | -                  | -                  | -           | -           | -           | 26     | 4      |
| Totale Lecce    | Totale Lecce    | Totale Lecce    | 46         | 8          |                 | 5               | 0               |                    | -                  | -                  |             | -           | -           | 51     | 8      |
| Totale carriera | Totale carriera | Totale carriera | 426        | 131        |                 | 80              | 18              |                    | 27                 | 17                 |             | 3           | 1           | 536    | 167    |

### Statistiche da allenatore
| Stagione            | Squadra          | Campionato      | Campionato | Campionato | Campionato | Campionato | Coppe nazionali | Coppe nazionali | Coppe nazionali | Coppe nazionali | Coppe nazionali | Coppe continentali | Coppe continentali | Coppe continentali | Coppe continentali | Coppe continentali | Altre coppe | Altre coppe | Altre coppe | Altre coppe | Altre coppe | Totale | Totale | Totale | Totale | % Vittorie |
| Stagione            | Squadra          | Comp            | G          | V          | N          | P          | Comp            | G               | V               | N               | P               | Comp               | G                  | V                  | N                  | P                  | Comp        | G           | V           | N           | P           | G      | V      | N      | P      | %          |
| ------------------- | ---------------- | --------------- | ---------- | ---------- | ---------- | ---------- | --------------- | --------------- | --------------- | --------------- | --------------- | ------------------ | ------------------ | ------------------ | ------------------ | ------------------ | ----------- | ----------- | ----------- | ----------- | ----------- | ------ | ------ | ------ | ------ | ---------- |
| nov. 1998-apr. 1999 | Atletico Catania | C1              | 18         | 7          | 6          | 5          | CI+CI-C         | 0               | 0               | 0               | 0               | -                  | -                  | -                  | -                  | -                  | -           | -           | -           | -           | -           | 18     | 7      | 6      | 5      | 38,89      |
| mar.-mag. 2001      | Viterbese        | C1              | 8          | 0          | 1          | 7          | CI+CI-C         | 0               | 0               | 0               | 0               | -                  | -                  | -                  | -                  | -                  | -           | -           | -           | -           | -           | 8      | 0      | 1      | 7      | &0,00      |
| apr.-giu. 2002      | Nocerina         | C1              | 3+2        | 1+1        | 0          | 2+1        | CI-C            | 0               | 0               | 0               | 0               | -                  | -                  | -                  | -                  | -                  | -           | -           | -           | -           | -           | 5      | 2      | 0      | 3      | 40,00      |
| Totale carriera     | Totale carriera  | Totale carriera | 29+2       | 8+1        | 7          | 14+1       |                 | 0               | 0               | 0               | 0               |                    | -                  | -                  | -                  | -                  |             | -           | -           | -           | -           | 31     | 9      | 7      | 15     | 29,03      |

## Palmarès

### Giocatore

#### Club

##### Competizioni nazionali
- Campionato italiano: 3

Juventus: 1977-1978, 1981-1982
Milan: 1987-1988
- Coppa Italia: 1

Juventus: 1978-1979
- Supercoppa italiana: 1

Milan: 1988

##### Competizioni internazionali
- Coppa dei Campioni: 1

Milan: 1988-1989

#### Individuale
- Capocannoniere della Serie A: 1

1986-1987 (17 gol)